# Sarawakus hexasporus
Sarawakus hexasporus är en svampart som först beskrevs av Karel Bernard Boedijn, och fick sitt nu gällande namn av Samuels & Rossman 1992. Sarawakus hexasporus ingår i släktet Sarawakus och familjen Hypocreaceae.   Inga underarter finns listade i Catalogue of Life.